# Pirascca tyriotes
Espèce
Pirascca tyriotes est une espèce d'insectes lépidoptères (papillons) appartenant à la famille des Riodinidae et au genre Pirascca.

## Dénomination
Pirascca tyriotes a été décrit par Frederick DuCane Godman et Osbert Salvin en 1878 sous le nom de Mesene tyriotes.
Synonyme : Pirascca devriesi Brévignon, 1998.

### Nom vernaculaire
Pirascca tyriotes se nomme Golden-banded Metalmark en anglais.

## Description
Pirascca tyriotes est un papillon de couleur marron à marron très foncé aux ailes antérieures barrées de jaune par une large bande  allant du milieu du bord costal à l'angle externe.

## Biologie

### Plantes hôtes
Les Melastomataceae dont Miconia argentea sont les plantes hôtes de sa chenille,.

## Écologie et distribution
Pirascca tyriotes est présent au Mexique, au Panama et au Costa Rica et sous forme d'un isolat en Guyane,.

### Protection
Pas de statut de protection particulier.